# Jaguar X-Type
O Jaguar X-Type é um carro do segmento D, produzido pela Jaguar de 2002 a 2009. Ele foi oferecido em versões sedã de quatro portas e perua de cinco portas, tanto com tração dianteira quanto tração nas quatro rodas. Além de ser o primeiro sedã da Jaguar a ser posto em produção seriada, também seria o primeiro Jaguar com opção de motor a diesel, motor de quatro cilindros e tração dianteira. 
O X-Type foi desenvolvido durante a época em que a Jaguar era subsidiária da Ford, pelo divisão Premier Automotive Group (PAG), de 1999 a 2002 - e marcou também a entrada da Jaguar no seguimento de carros executivos de entrada. O programa visava dobrar as vendas da marca no mundo, expandindo os recursos da engenharia, capacidade industrial, capacidade de marketing, vendas e suporte pós-vendas . Em seu lançamento, a revista Autocar considerou o X-Type como "o Jaguar mais importante da história" . 
Com projeções de vendas de 100.000 veículos por ano, 350.000 X-Types foram produzidos em oito anos .  

## Visão Geral
O X-Type (codinome X400), foi lançado em 2001 para competir no segmento de compactos executivos, dominado pelo Mercedes-Benz Classe C e o BMW Série 3, apesar da Jaguar/Ford não contar com uma plataforma competitiva para o modelo. O X-type teve que utilizar uma versão modificada da plataforma Ford CD132, dividida com o Ford Mondeo - além da adição da tração nas quatro rodas (comercializada como Jaguar Traction ou Jaguar Traction 4) e dirigibilidade projetada para compensar os problemas nativos da tração dianteira.
Inicialmente, o X-Type seria disponibilizado somente com tração nas quatro rodas, usando um diferencial central com acoplamento viscoso , dividindo 60% do torque para as rodas traseiras e 40% para as rodas dianteiras. Em condições de perda de tração, o acoplamento viscoso pode variar a divisão do torque e transferir todo o torque para as rodas traseiras ou dianteiras para garantir a aderência. Do modelo de 2005 até o fim da produção, o X-Type utilizou uma caixa de transferência eletrônica ao invés do acoplamento viscoso. Apesar da importância do X-Type para a Jaguar e a PAG, o desenvolvimento extensivo da engenharia, um entre-eixos e desenho da carroceria diferenciados, o X-Type era muitas vezes visto como um "Ford Mondeo com carroceria diferente" . Apesar de 19% dos componentes do X-Type serem compartilhados com outros modelos da plataforma, várias outras peças eram exclusivas do X-Type, como o ar-condicionado. 
Como sendo o primeiro compactos executivo da Jaguar desde o Mark 2, em 1959, o X-Type foi o último Jaguar projetado sob a supervisão de Geoff Lawson, com Wayne Burgess e Simon Butterworth como projetistas principais. O sedã de quatro portas foi lançado em 2001 e a perua de cinco portas foi lançada em janeiro de 2004, com a produção de ambos terminando em 2009. A perua tinha um cx de 0.32 em sua versão padrão e 0.33 em sua versão esportiva.
Os motores utilizados incluíam dois motores V6 a gasolina: 2.5 e 3.0 litros, baseados no Ford Duratec V6. Em 2002, a versão de entrada foi lançada, com motor 2.1 V6 e tração dianteira. Os três motores estavam disponíveis tanto com a transmissão automática quanto a manual, ambas de cinco velocidades. A grade do X-Type foi levemente modificada nos modelos 2004 e 2006. 
Eventualmente, o X-Type seria disponibilizado com tração dianteira e o motor 2.1 V6 a gasolina e o 2.0 4-cil Turbo Diesel. Em julho de 2009, a Jaguar Land Rover anunciou o fim da produção do X-Type até o fim daquele ano. Tanto a versão sedã quanto a versão perua eram construídas na Halewood Assembly Factory, em Halewood, na Inglaterra, renovada ao custo de $ 450 milhões.

## Dados Técnicos
O X-Type era baseado numa versão modificada da plataforma Ford CD132, dividida com o Ford Mondeo. O X-Type era inicialmente oferecido somente com tração nas quatro rodas e os motores a gasolina AJ-V6, de 2.5 e 3.0 litros, 24 válvulas (4 por cilindro) com comando variável e injeção de combustível SFI. 
Em 2003, o X-Type começou a ser disponibilizado com tração dianteira e com motores a diesel Duratorq ZSD, 4 cilindros, turboalimentado e de 2.0 litros. Também era disponibilizado em 2003 o motor a gasolina 2.1 litros AJ-V6. A transmissão automática de seis velocidades com Jaguar Sequential Shift chegou com o motor a diesel 2.2 litros Duratorq ZSD.

### Equipamentos

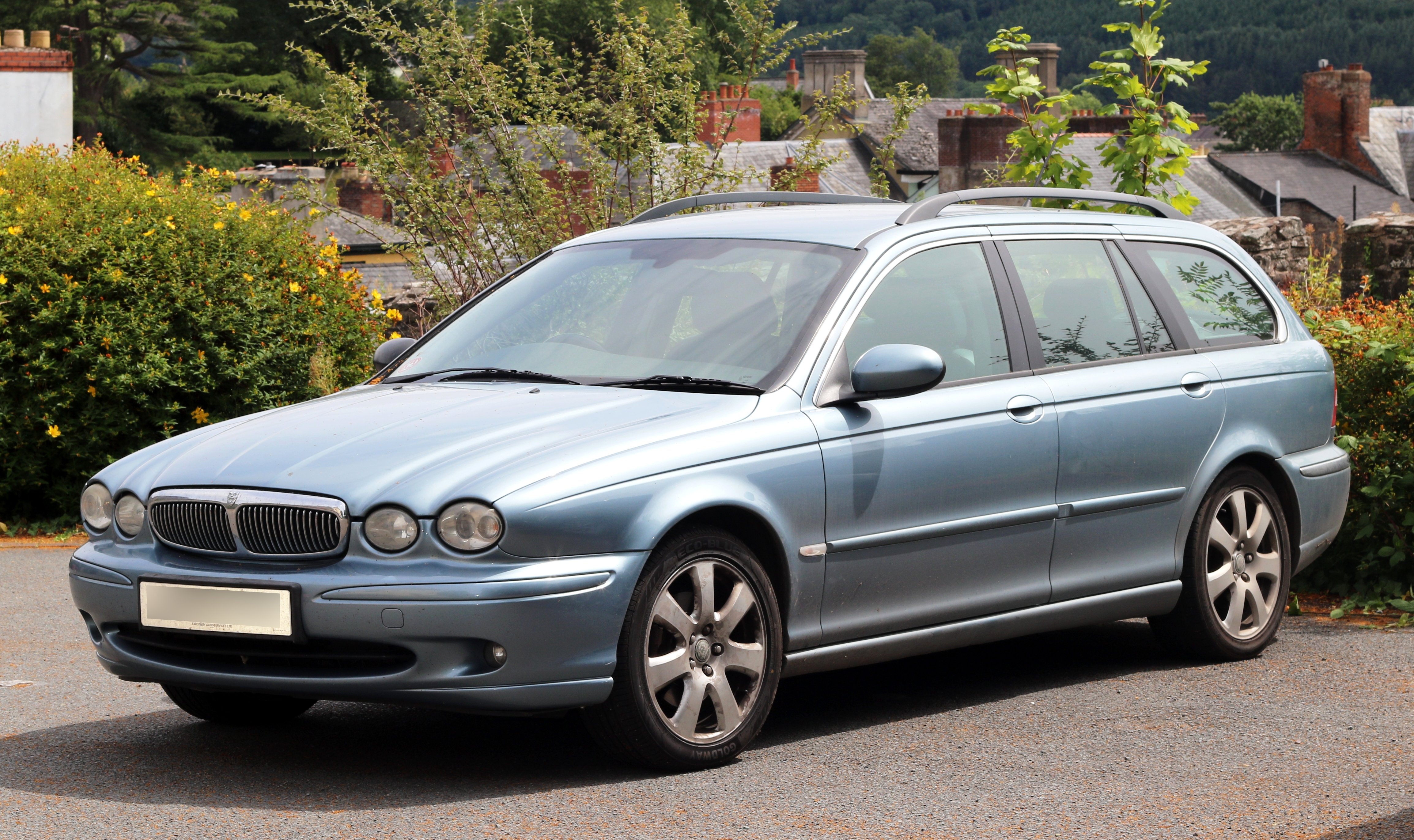
Perua (Pré Reestilização)

No lançamento, o X-Type vinha de série com ar-condicionado automático, interior em couro e madeira, assentos de ajuste elétrico para o motorista, volante com ajustes de altura e profundidade, rádio AM/FM com leitor de CD e seis alto-falantes de 120W, trava elétrica, vidros elétricos com função one-touch (o vidro é acionado em sua totalidade com somente um toque no seletor), teto solar elétrico, faróis automáticos e rodas de liga leve 16". Opcionais que viriam mais tarde na vida do modelo seriam o painel em fibra de carbono e os bancos em alcântara. A perua vinha com um sistema de som Alpine, de 320 watts. volante em couro e madeira, assentos de ajuste elétrico para motorista e passageiro, espelhos eletrocrômico interno e externo, limpadores de para-brisas com sensores de chuva, sistema de abertura de garagem programável, computador de bordo, Reverse Park Control (controle de ré para estacionamento) e rodas de liga leve 17".ré para estacionamento) e rodas de liga leve 17".

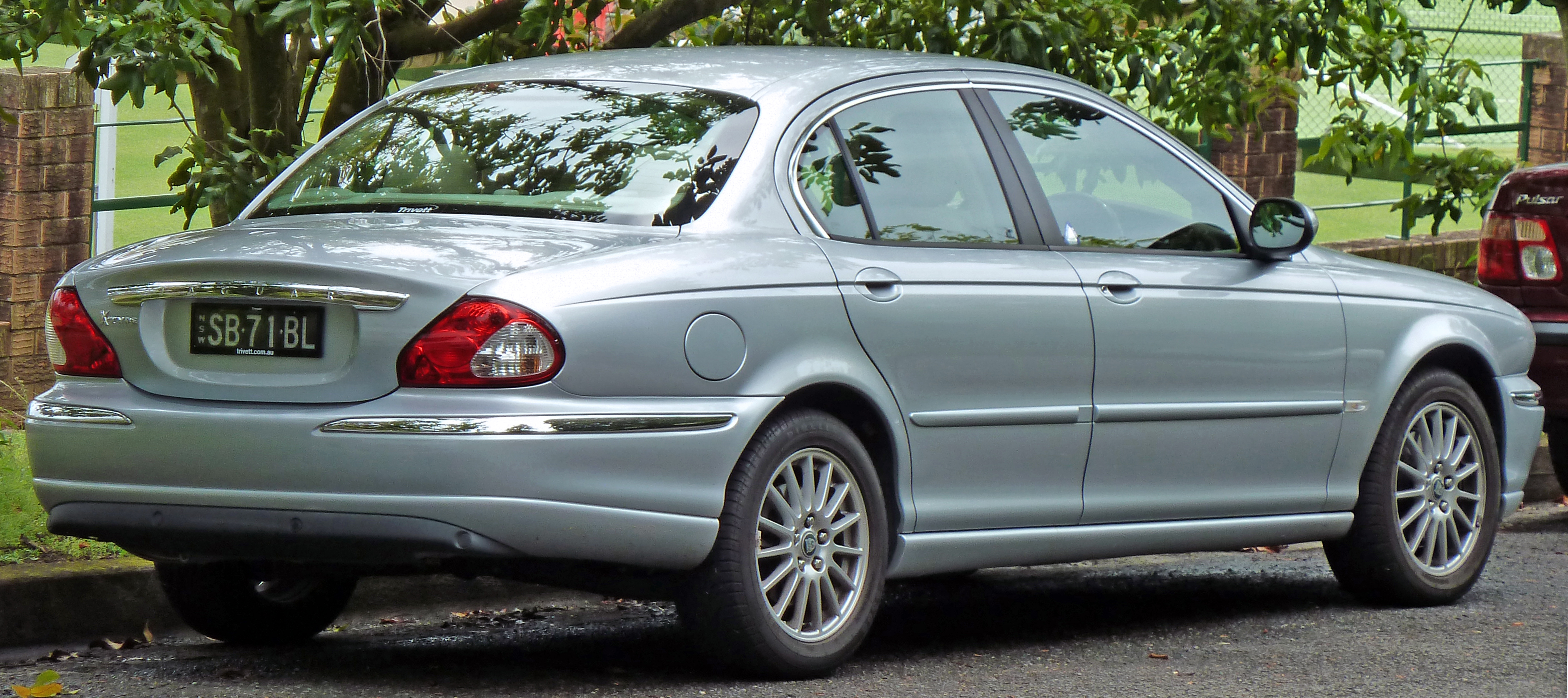
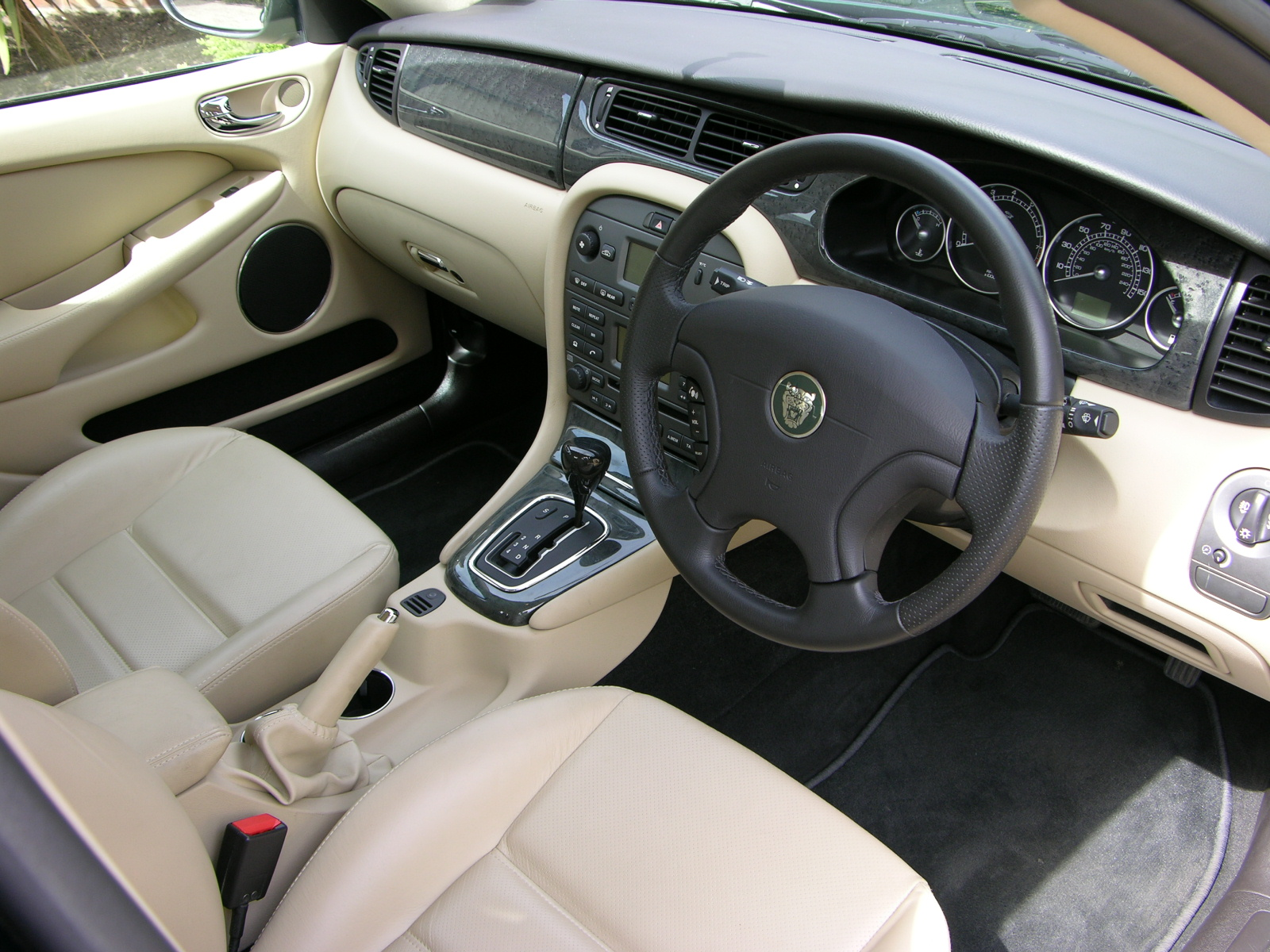
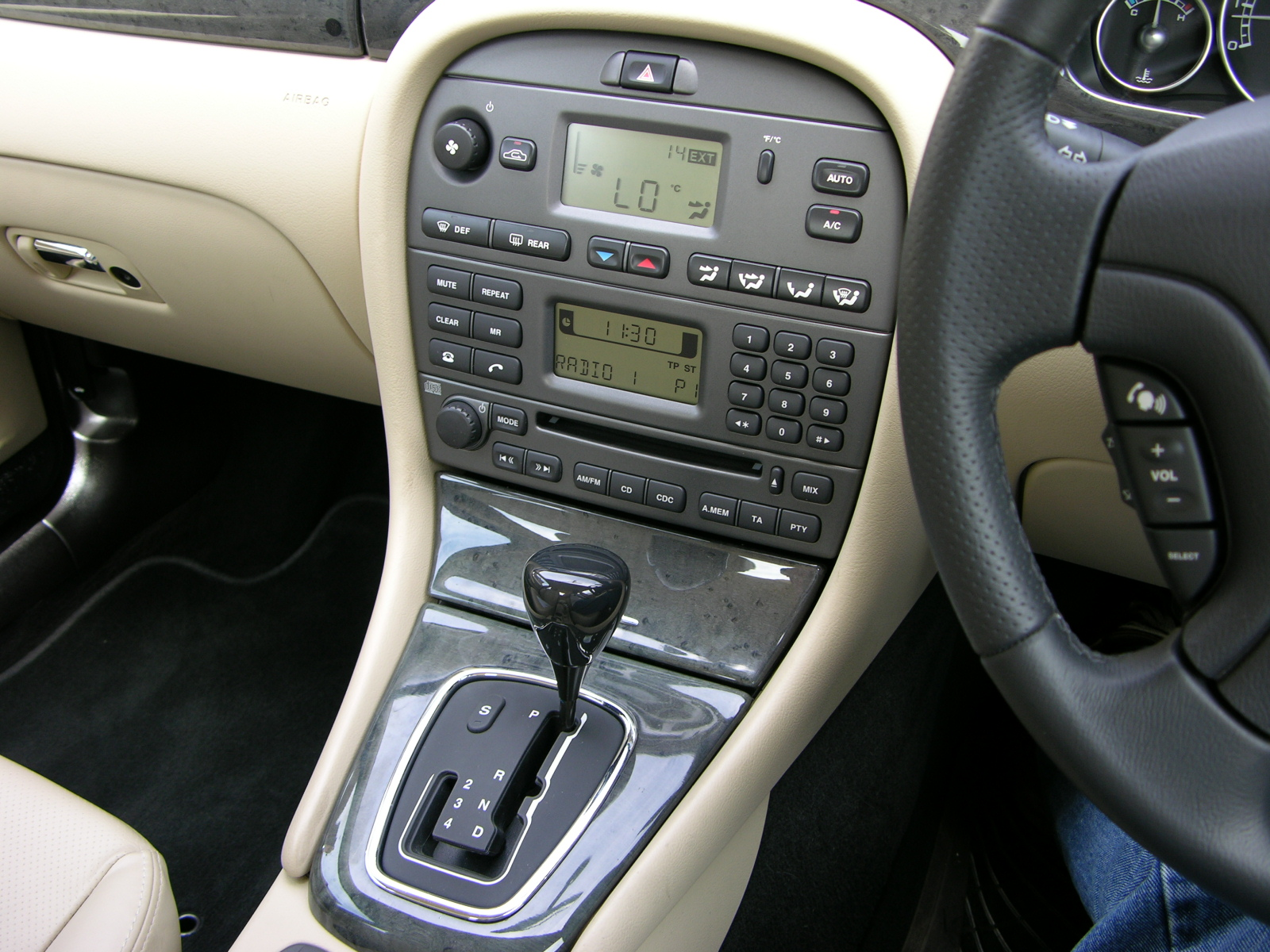
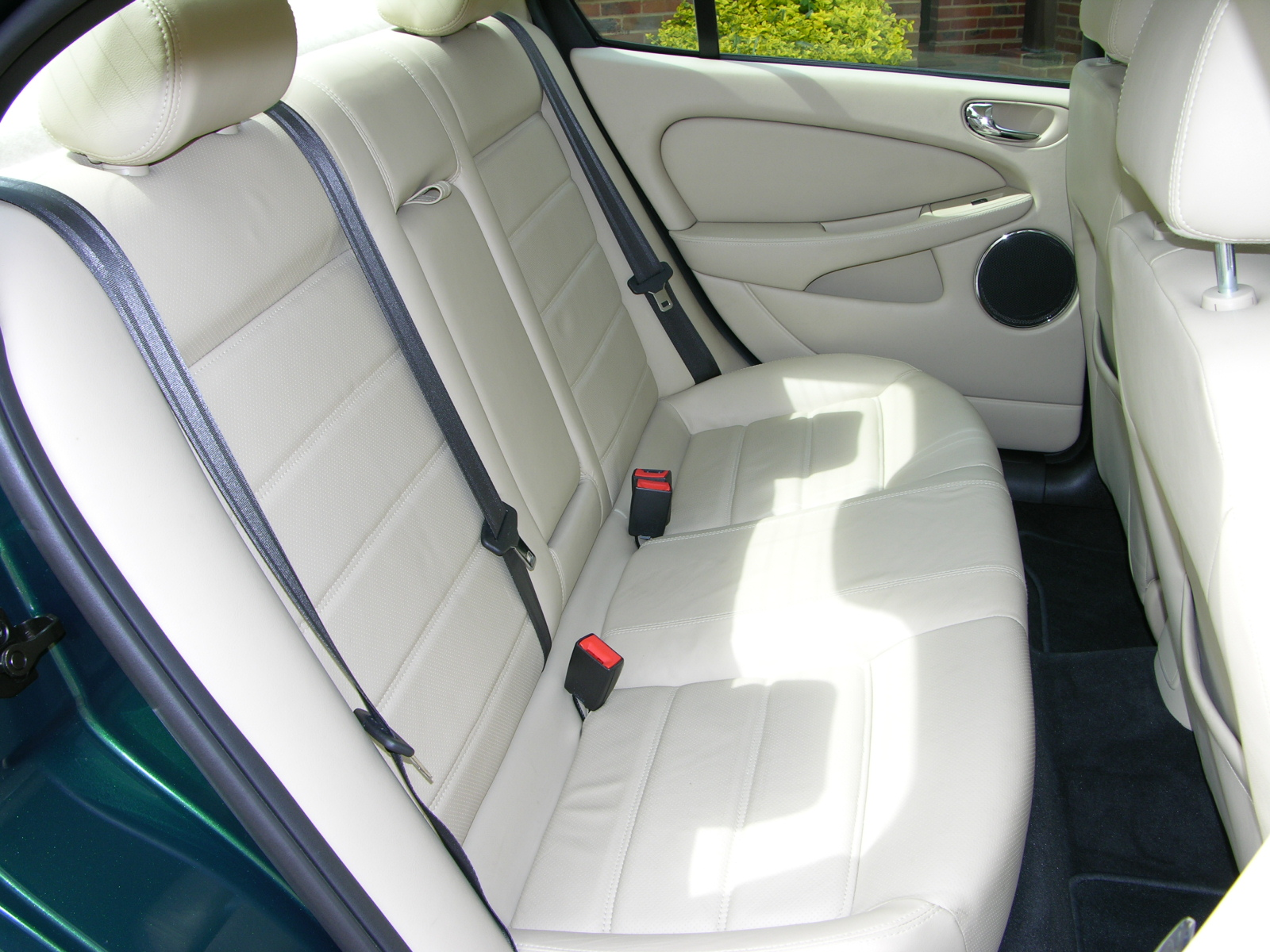

### Perua
A perua foi o primeiro modelo da Jaguar projetado por Ian Callum. Baseado em sua contraparte sedã, o design revisou todos os componentes atrás do para-brisas, adicionando 68 kg na estrutura.
O design usa uma porta traseira com um vidro de abertura independente com braço pantográfico, operável por chave ou por um botão no painel. A perua era equipada com um rack para bagagens no teto, correias de bagagens internas, tampa interna de porta malas removível, rede de carga, compartimento de carga sob o piso do porta malas com tomada 12 volts e, abaixo do compartimento, espaço para um estepe. Os assentos traseiros podem ser rebatidos sem remoção dos apoios para a cabeça.

### Reestilização

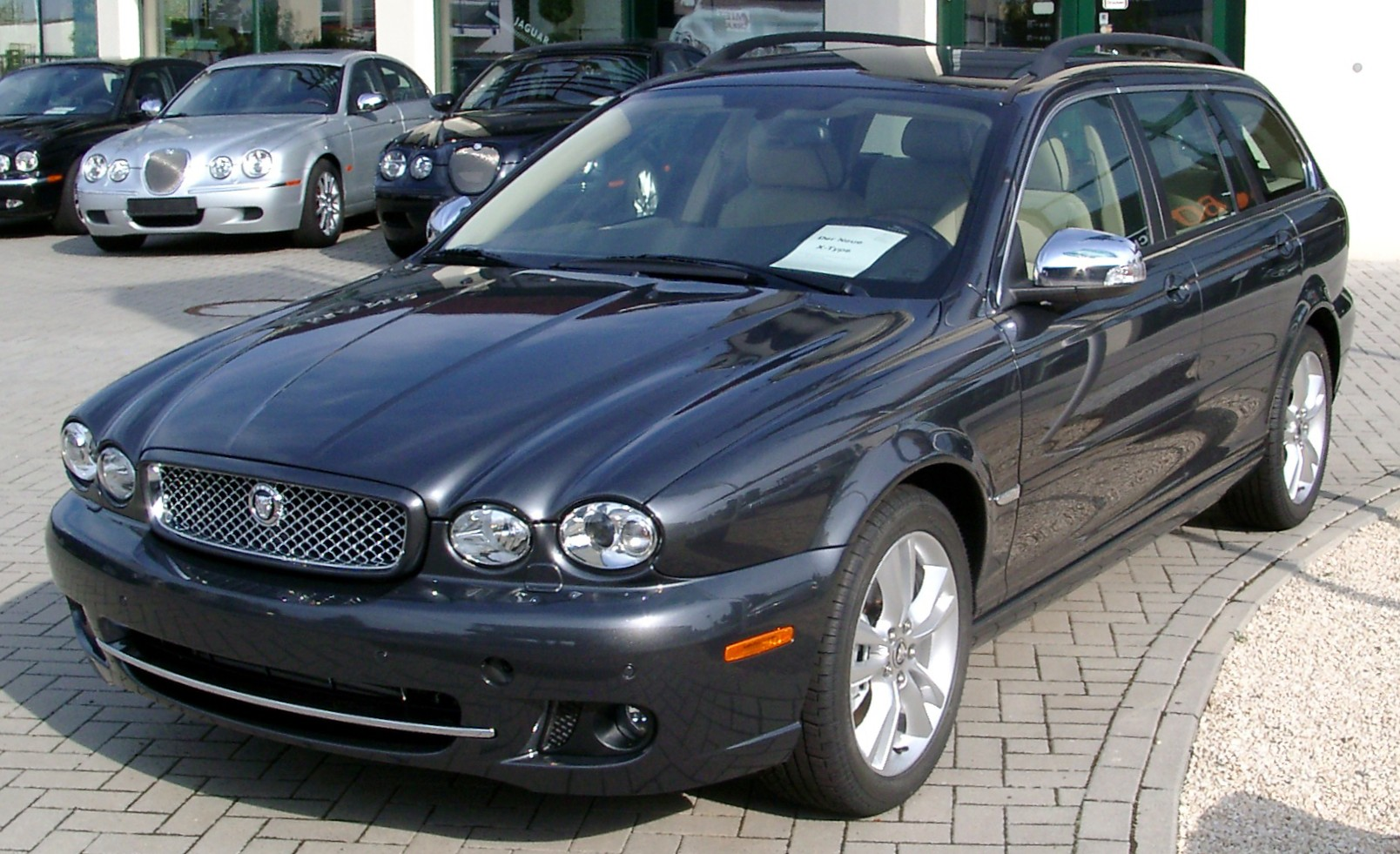
Perua (Pós Reestilização)

A reestilização do X-Type foi revelada no Motorexpo de 2007, em Londres, sendo comercializada internacionalmente em 2008. Foram modificadas a frente e traseira do carro, além de novos espelhos retrovisores com repetidores dos indicadores (piscas) integrados. Havia a opção do motor a diesel 2.2 litros Duratorq ZSD, turboalimentado, com filtro de partículas e a nova transmissão automática de seis velocidades com Jaguar Sequential Shift. Ainda eram oferecidos os motores a gasolina e o 2.0 diesel. Em alguns mercados europeus, somente os motores diesel foram oferecidos.

### Edições Especiais
Em 2004, foi lançada a edição especial Sprint, com o motor a gasolina 2.5 litros AJ-V6, contando com novos spoilers. Em 2005, foi lançada a edição especial XS, que mantinha a verve esportiva do Sprint, mas com maior variedade de motores.

### Motores
| Modelo                            | Anos      | Cilindrada          | Diâmetro e Curso    | Potência                            | Torque                             | Transmissão                                    |
| --------------------------------- | --------- | ------------------- | ------------------- | ----------------------------------- | ---------------------------------- | ---------------------------------------------- |
| AJ20 (Gasolina)                   | 2001–2007 | 2.099cc (2.1 L) V6  | 81.65 mm × 66.84 mm | 157 cv (115 kW; 155 hp) a 6,800 rpm | 201 N⋅m (148 lbf/ft) a 4,100 rpm   | Manual, cinco velocidades                      |
| AJ20 (Gasolina)                   | 2001–2008 | 2.099cc (2.1 L) V6  | 81.65 mm × 66.84 mm | 156 cv (115 kW; 154 hp) a 6,800 rpm | 196 N⋅m (145 lbf/ft) a 4,100 rpm   | Manual e Automático, cinco velocidades (ambos) |
| AJ25 (Gasolina)                   | 2001–2009 | 2,495 cc (2.5 L) V6 | 81.6 mm × 79.5 mm   | 196 cv (144 kW; 193 hp) a 6,800 rpm | 244 N⋅m (180 lbf/ft) a 3,000 rpm   | Manual e Automático, cinco velocidades (ambos) |
| AJ30 (Gasolina)                   | 2001–2009 | 2,967 cc (3.0 L) V6 | 89.0 mm × 79.5 mm   | 231 cv (170 kW; 228 hp) a 6,800 rpm | 279.3 N⋅m (206 lbf/ft) a 3,000 rpm | Manual e Automático, cinco velocidades (ambos) |
| Duratorq ZSD-420 (Diesel)         | 2003–2007 | 1,998 cc (2.0 L) I4 | 86 mm × 86 mm       | 128 cv (94 kW; 126 hp) a 3,800 rpm  | 331 N⋅m (244 lbf/ft) a 1,800 rpm   | Manual, cinco velocidades                      |
| Duratorq ZSD-420 (Diesel)         | 2008-2009 | 1,998 cc (2.0 L) I4 | 86 mm × 86 mm       | 130 cv (96 kW; 128 hp) a 3,800 rpm  | 330 N⋅m (243 lbf/ft) a 1,800 rpm   | Manual, cinco velocidades                      |
| Duratorq ZSD-422 (Diesel)         | 2003–2007 | 2,198 cc (2.2 L) I4 | 86 mm × 94.6 mm     | 152 cv (112 kW; 150 hp) a 3,500 rpm | 366 N⋅m (270 lbf/ft) a 1,800 rpm   | Manual, seis velocidades                       |
| Duratorq ZSD-422 (Diesel)         | 2008-2009 | 2,198 cc (2.2 L) I4 | 86 mm × 94.6 mm     | 155 cv (114 kW; 153 hp) a 3,500 rpm | 360 N⋅m (266 lbf/ft) a 1,800 rpm   | Manual, seis velocidades                       |
| Duratorq ZSD-420 (Diesel com DPF) | 2008–2009 | 2,198 cc (2.2 L) I4 | 86 mm × 94.6 mm     | 145 cv (107 kW; 143 hp) a 3,500 rpm | 360 N⋅m (266 lbf/ft) a 1,800 rpm   | Manual e Automático, seis velocidades (ambos)  |

## Segurança
Os testes da EuroNCAP descobriram que as portas podem ser abertas após impacto frontal e que o carro oferecia boa proteção para crianças no banco de trás. Porém, foi descoberto uma falha no airbag, que impediu que o mesmo protegesse o motorista de acertar a cabeça no volante e seu desempenho no teste de impacto contra pedestres foi considerado "terrível", com 17 dos 18 locais de impacto testados não oferecendo nenhuma proteção para o pedestre em caso de acidente.
| EuroNCAP X-Type 2002     | Pontos   | Classificação    |
| ------------------------ | -------- | ---------------- |
| Ocupante adulto          | 26 de 36 | 4 de 5 estrelas. |
| Impacto contra Pedestres | 2 de 36  | 1 de 4 estrelas. |

| ANCAP X-Type 2010 | Pontos          | Classificação    |
| ----------------- | --------------- | ---------------- |
| Pontuação Geral   | 26.40 de 37     | 4 de 5 estrelas. |
| Impacto Offset    | 10.40 de 16     |                  |
| Impacto Lateral   | 14.10 out of 16 |                  |
| Impacto em Poste  | 2 out of 2      |                  |
| Pontos Bônus      | 0 out of 3      |                  |

| NHTSA X-Type 2004    | Classificação    |
| -------------------- | ---------------- |
| Frontal (Motorista)  | 4 de 5 estrelas. |
| Frontal (Passageiro) | 4 de 5 estrelas. |
| Lateral (Motorista)  | 4 de 5 estrelas. |
| Lateral (Passageiro) | 4 de 5 estrelas. |
| Capotagem            | (10.5%)          |

## Vendas
Em novembro de 2000, o diretor-gerente da Jaguar, Jonathan Browning, declarou que o objetivo da fabricante era atingir 100.000 vendas anuais do modelo, tanto tomando parcela do mercado da Audi, BMW e Mercedes-Benz, quanto expandindo o seguimento nos mercados em que a Jaguar já dominava. O X-Type foi o best seller da Jaguar durante todo o tempo de sua produção, mas suas vendas não conseguiram atingir os objetivos da fabricante, chegando no máximo de 50.000 veículos em 2003. Nos Estados Unidos, o mercado primário do X-Type, as vendas caíram de 21.542 veículos em 2004 para 10.941 veículos em 2005. No mesmo ano, o Audi A4 vendeu 48.922 unidades, o BMW Série 3 vendeu 106.950 unidades e o Mercedes-Benz Classe C vendeu 60.958 unidades. A Jaguar perdia €4.690 por veículo vendido, devido as baixas vendas.

## Recepção da Imprensa e do Público
Sendo o X-Type construído sobre a plataforma Ford CD132 (similar a do Ford Mondeo), o carro não foi bem recebido pelos entusiastas mais puristas da marca. As opções limitadas de motores e transmissões em seu lançamento afetaram sua percepção inicial na imprensa especializada, porém, a crítica especializada foi positiva em relação ao modelo, elogiando a ótima dirigibilidade, a elegância do desenho e o conforto.
Jeremy Clarkson, em seu teste do carro no programa Top Gear, elogiou o X-Type, especialmente a versão com tração nas quatro rodas e a versão esportiva. Em dois episódios, Clarkson demonstrou as capacidades do modelo na neve, declarando que o carro "ria da cara do homem da previsão do tempo, da polícia e do AA (Automobile Association)". Sobre a relação do modelo com o Ford Mondeo, Clarkson disse que isso não era motivo para ignorar o modelo, dizendo que "geneticamente, você é 98% idêntico a um halibute, mas aqueles 2% fazem toda a diferença".

## Ver Mais
- Jaguar XE

#### Carros de segmento ou era comparável
- Audi A4
- BMW Série 3
- Mercedes-Benz Classe C